# Харісов Ренат Магсумович
Ренат Магсумович Харісов (Ренат Харіс) — поет, лауреат Державної премії Російської Федерації (2005 рік), лауреат премії Республіки Татарстан імені Г. Тукая, автор близько 40 збірок віршів і поем, лібрето музично-сценічних творів, в тому числі лібрето балету «Сказання про Йусуфа» Леоніда Любовського.
Харісов є секретарем Спілки письменників Росії, членом редколегій журналів «Наш Современник», «Татарстан», «Історична Газета» (Москва).

## Біографія
Ренат Харіс народився 6 травня 1941 року в селі Єлхове Озеро Цільнінського району Ульяновської області в родині сільських учителів.
Закінчив Казанський державний педагогічний університет.
1963—1964 рр. — учитель Арського педагогічного училища, Татарської АРСР.
1965—1971 рр. — літературний співробітник редакції газет Татарстану.
1971—1973 рр. — відповідальний секретар Спілки письменників Татарської АРСР.
1973—1982 рр. — заступник міністра культури Татарської АРСР, м. Казань.
1982—1989 рр. — головний редактор літературного журналу «Казан утлари».
1990—1995 рр. — редактор газети «Татарстан хеберлере», голова Мандатної комісії Верховної Ради Республіки Татарстан.
1995—1999 рр. — заступник Голови Державної Ради Республіки Татарстан.
З 1999 року — член постійної Комісії Державної Ради Республіки Татарстан з соціальних питань, справам дітей та молоді, голова Комісії зі встановлення ідентичності текстів законів Республіки Татарстан на татарській та російській мові.
Народний депутат Голови парламенту республіки Татарстан трьох скликань. Був членом КПРС.

Перебуваючи на керівних постах, сприяв поліпшенню культурної ситуації в республіці Татарстан, брав участь у створенні Казанського хореографічного училища, училища мистецтв в місті Набережні Челни, здійснював програму сприяння діячів мистецтв будівельникам КамАЗа.  
|  | Я тот же, что и 30—40 лет назад, моя душа сформировалась в юности, между мной юношей и седым мужчиной нет никакой разницы, есть продолжение мысли. - Ренат Харис |

### Політична позиція
У 2014 році підписав Колективне звернення діячів культури Російської Федерації на підтримку політики президента РФ В. В. Путіна на Україні і в Криму.

## Творчість
Перші виступи Р. Харіса на сторінках періодичної преси відносяться до 1965 року і пов'язані з його роботою в якості літературного співробітника газети «Татарстан яшьләре».
Ренатом Харісом написано більше чотирьох десятків поем, деякі з яких стали операми, балетами, ораторіями, кантатами, теле- і радіоспектаклями.
На вірші поета композиторами Казані, Москви, Уфи, Саратова і т. д. створено понад сто п'ятдесят творів вокального жанру.
У своїх сонетах Р. Харіс прагне проникнути в «дух» речей, «творчу силу» світобудови, зображати «життя» у всіх її проявах.
Сібгат Хакім говорив про поезію Рената Харіса, як про «органічний сплав думки і почуття». Татарська критика навіть називала Р. Харіса поетом-філософом, поетом-мислителем.
Переклав на татарську мову вірші Г. Р. Державіна: «Володарям і судіям», «Пташка», «Жартівливе бажання», «Річка часів у своєму прагненні» (2003), «Тончію» (2004) і оду «Бог» (2005).
За спогадами Р. Харіса, він прочитав оду «Бог» будучи студентом і був вражений її глибиною і неосяжністю. Поет відзначає, що навіть в нашому технологічному світі ода Державіна звучить сучасно, актуально, не поступаючись в майстерності творам сучасних поетів. Р. Харіс при перекладі оди на татарську мову прагне максимально зберегти зміст і форму оригіналу. Однак він не дає дослівного перекладу, підбираючи органічні для татарської мови метафори та інші засоби художньої виразності.
Автор статей про татарську музику. Р. Харіс позитивно відгукується про творчість композитора Ш. Тімербулатова, виділяє особливу роль Н. Г. Жиганова в розвитку татарського музичного мистецтва.
У 2006 році Ренатом Харісом були підготовлені доповіді для наукових конференцій, присвячених творчості Муси Джаліля і Габдулли Тукая, в яких Р. Харіс піднімає питання про важливість адекватних оригіналам перекладів віршів поета на різні мови світу і перш за все російську мову.

## Художник
Також Р. Харіс відомий як художник-графік. Його роботи були вперше представлені в музеї ім. М. Горького в квітні 1997 року, і увійшли до збірки його віршів «Пером, що пише вірші».

## Погляди
Як досвідчений перекладач, Ренат Харіс велике значення приділяє російській мові при перевкладі з мов народів Росії:
|  | Щедрый русский язык вновь выступает в роли толмача на всевозможные языки. Стало традицией, когда перевод на языки народов России осуществляется с русского подстрочника: скажем, оригинал на удмуртском языке, подстрочник — на русском, а перевод — на татарском. Отсутствие одного звена в этой цепи должно компенсироваться превосходным знанием со стороны переводчика всех тонкостей русского языка. - Ренат Харіс |

Виступає за чистоту російської мови:
|  | Попытки заменить избирателя электоратом, встречу — саммитом, магазин — маркетом, шопингом, бутиком, цвет — колером, клеймо — брендом и т. д., без которых мы спокойно обходились, скажу прямо, это — предательство перед русским языком. - Ренат Харіс |

При цьому Р. Харіс критикується татарськими націоналістами, не згідними з твердженням Р. Харіса «Ми — діти Росії», що міститься в одному з його віршів.

## Нагороди
- За створення лібрето балету Леоніда Любовського «Сказання про Йусуфа», а саме за розвиток традицій національного епосу в сучасних умовах діалогу культур, йому присуджена Державна премія Російської Федерації за 2005 рік.
- Лауреат Премії Республіки Татарстан імені Г. Тукая
- Лауреат Республіканської премії молоді Татарстану імені М. Джаліля
- Лауреат Міжнародної премії Чувашії імені Михайла Сеспеля (2009 рік).
- Заслужений діяч мистецтв Татарстану
- Заслужений працівник культури Чувашії і Каракалпакії (Узбекистан).
- Премія «Золотий Дельвіг» (2015 рік) — «За тверду громадянську позицію в поезії, вірність рідній мові і глибоке проникнення в історію»

## Твори
- Вибрані твори в 7 томах. Татарською мовою. Казань, Таткнигоіздат, 2006 год.
- Сабантуй. На татарській, російській, англійській мові. Казань, Идел-Пресс, 2006 год.
- Випивший блискавку. Російською мовою. Казань, Таткнигоіздат, 2007 рік.
- Гарний будинок. Російською мовою. Для дітей. Идел-Пресс, 2007 рік.
- Російський взаємозв'язок мов — унікальне історичне надбання (Виступ на Пленумі Спілки письменників Росії. 16-18 травня 2007)
- Художній переклад — чарівні двері